# Theope eupolis
Theope eupolis is een vlindersoort uit de familie van de prachtvlinders (Riodinidae), onderfamilie Riodininae.
Theope eupolis werd in 1890 beschreven door Schaus.